# Johann Tetzel
Johann (lub Johannes) Tetzel OP (ur. 1465 w Pirnie, zm. 11 sierpnia 1519 w Lipsku) – niemiecki duchowny katolicki, dominikanin, przeor klasztoru w Głogowie, inkwizytor Polski. Znany głównie ze sprzedaży odpustów, który to proceder stał się jedną z istotnych przyczyn reformacji. Kojarzony z dwuwierszem Gdy tylko złoto w misce zadzwoni, do nieba jakaś duszyczka pogoni (niem. Sobald der Gülden im Becken klingt im huy die Seel im Himmel springt).

## Życiorys
Tetzel urodził się w saksońskim mieście Pirna w 1465 roku, jako syn lipskiego złotnika, Hansa Tetzla. Pilnie studiował w Pirnie teologię i filozofię. W 1489 wstąpił do zakonu dominikanów. Odnosił pewne sukcesy jako kaznodzieja. W 1502 wyznaczony przez papieża do propagowania odpustu jubileuszowego, którego udzielał odtąd przez całe swoje życie. W 1509 został ustanowiony inkwizytorem na obszarze polskiej prowincji dominikańskiej, natomiast w 1517 został wyniesiony przez papieża Leona X do godności komisarza ds. odpustów w Świętym Cesarstwie Rzymskim.
W swojej działalności handlowej Tetzel posunął się do sporządzenia listy opłat za odpuszczenie różnych rodzajów grzechów. Według Lutra twierdził, że jego odpusty mogą chronić dusze, które znieważyły Marię Pannę, oraz sprzedawał odpusty za zmarłych, a także za grzechy jeszcze nie popełnione. W 1517 próbował dokonać zbiórki pieniędzy na trwającą w Rzymie budowę bazyliki św. Piotra, co stanowiło inspirację dla Marcina Lutra przy pracy nad 95 tezami, w części poświęconej tetzlowej akcji.
W 1517 zdobył tytuł licencjata Świętej Teologii na Uniwersytecie Viadrina we Frankfurcie nad Odrą, a następnie doktora Świętej Teologii (1518), za obronę w dwóch mowach doktryny o odpustach przeciwko nauce Lutra. Oskarżenie, iż sprzedaje pełne odpuszczenie grzechów jeszcze nie popełnionych wywołało ogromny skandal. Marcin Luter uznał jego działalność za złą i niedopuszczalną oraz rozpoczął publicznie wypowiadać się przeciwko niemu.